# Élections sénatoriales de 2023 en Loir-et-Cher
Les élections sénatoriales de 2023 en Loir-et-Cher ont lieu le dimanche 24 septembre 2023. Elles ont pour but d'élire les deux sénateurs représentant le département au Sénat pour un mandat de six années.

## Contexte départemental
Lors des élections sénatoriales de 2017 dans le Loir-et-Cher, un UDI, Jean-Marie Janssens et un MoDem, Jean-Paul Prince.
Depuis, tous les effectifs du collège électoral des grands électeurs ont été renouvelés, avec les élections législatives de 2022, les élections régionales de 2021, les élections départementales de 2021 et les élections municipales de 2020.

## Sénateurs sortants
| Sénateurs | Sénateurs           | Parti | Fonctions lors de l'élection de 2017                       |
| --------- | ------------------- | ----- | ---------------------------------------------------------- |
|           | Jean-Paul Prince    | MoDem | Maire de La Ferté-Saint-Cyr                                |
|           | Jean-Marie Janssens | UDI   | Conseiller départemental, maire de Montrichard Val de Cher |

## Présentation des candidats et des suppléants
Les nouveaux représentants sont élus pour une législature de 6 ans au suffrage universel indirect par les environ 1 150 grands électeurs du département. Dans le Loir-et-Cher, les sénateurs sont élus au scrutin majoritaire plurinominal. Le nombre reste inchangé, deux sénateurs sont à élire.
| T/S | Candidats | Candidats               | Parti | Principales fonctions                                               |
| --- | --------- | ----------------------- | ----- | ------------------------------------------------------------------- |
| T   |           | Nicolas Orgelet         | EÉLV  | Conseiller municipal de Blois                                       |
| S   |           | Dominique Besson Soubou | PCF   | Conseillère municipale de Danzé                                     |
|     |           |                         |       |                                                                     |
| T   |           | Karine Gloanec Maurin   | PS    | Conseillère régionale, conseillère municipale de Couëtron-au-Perche |
| S   |           | Vincent Robin           | DVG   | Maire de Mer                                                        |
|     |           |                         |       |                                                                     |
| T   |           | Hannan Otmani           | RE    |                                                                     |
| S   |           | Grégory Maignan         | RE    |                                                                     |
|     |           |                         |       |                                                                     |
| T   |           | Jean-Luc Brault         | DVD   | Maire délégué de Contres                                            |
| S   |           | Béatrice Arruga         | DVD   | Adjointe au maire de Vendôme                                        |
|     |           |                         |       |                                                                     |
| T   |           | Christophe Thorin       | DVG   | Conseiller départemental, maire de Mennetou-sur-Cher                |
| S   |           | Catherine Baudouin      | DVG   | Maire de Josnes                                                     |
|     |           |                         |       |                                                                     |
| T   |           | Bernard Pillefer        | DVD   | Conseiller départemental, maire de Fréteval                         |
| S   |           | Anne-Laure Chevalier    | LR    | Maire de La Chapelle-Montmartin                                     |
|     |           |                         |       |                                                                     |
| T   |           | Catherine Lhéritier     | LR    | Conseillère départementale, maire de Valloire-sur-Cisse             |
| S   |           | Nicolas Deguine         | DVD   | Maire de Vernou-en-Sologne                                          |
|     |           |                         |       |                                                                     |
| T   |           | Marine Bardet           | RN    | Conseillère régionale                                               |
| S   |           | Michel Chassier         | RN    |                                                                     |
|     |           |                         |       |                                                                     |

## Résultats
| Candidats                | Candidats                | Parti                    | Nuance                   | Premier tour | Premier tour | Second tour | Second tour |
| Candidats                | Candidats                | Parti                    | Nuance                   | Voix         | %            | Voix        | %           |
| ------------------------ | ------------------------ | ------------------------ | ------------------------ | ------------ | ------------ | ----------- | ----------- |
|                          | Bernard Pillefer         | SE                       | DVD                      | 354          | 37,46        | 412         | 43,83       |
|                          | Catherine Lhéritier      | LR                       | DVD                      | 354          | 37,46        | 383         | 40,74       |
|                          | Jean-Luc Brault          | SE                       | DVD                      | 310          | 32,80        | 420         | 44,68       |
|                          | Karine Gloanec Maurin    | PS                       | SOC                      | 205          | 21,69        | 267         | 28,40       |
|                          | Christophe Thorin        | SE                       | DVG                      | 200          | 21,16        | Retrait     | Retrait     |
|                          | Nicolas Orgelet          | EÉLV                     | VEC                      | 168          | 17,78        | Retrait     | Retrait     |
|                          | Marine Bardet            | RN                       | RN                       | 83           | 8,78         | 68          | 7,23        |
|                          | Chloé Le Dolédec         | LFI                      | FI                       | 21           | 2,22         | 29          | 3,09        |
|                          | Hannan Otmani            | RE                       | RE                       | 15           | 1,59         | Retrait     | Retrait     |
|                          |                          |                          |                          |              |              |             |             |
| Suffrages exprimés       | Suffrages exprimés       | Suffrages exprimés       | Suffrages exprimés       | 945          | 99,26        | 952         | 98,35       |
| Votes blancs             | Votes blancs             | Votes blancs             | Votes blancs             | 3            | 0,32         | 8           | 0,84        |
| Votes nuls               | Votes nuls               | Votes nuls               | Votes nuls               | 4            | 0,42         | 4           | 0,42        |
| Total                    | Total                    | Total                    | Total                    | 952          | 100          | 952         | 100         |
| Abstention               | Abstention               | Abstention               | Abstention               | 16           | 1,65         | 16          | 1,65        |
| Inscrits / participation | Inscrits / participation | Inscrits / participation | Inscrits / participation | 968          | 98,35        | 968         | 98,35       |

## Sénateurs élus
| Sénateur | Sénateur         | Parti |
| -------- | ---------------- | ----- |
|          | Jean-Luc Brault  | SE    |
|          | Bernard Pillefer | UDI   |